# Șipoteni, Hîncești
Șipoteni este un sat din raionul Hîncești, Republica Moldova. Satul a fost înființat în 1648, sub numele de Spărieți. În 1982, el a luat numele de Șipoteni, nume propus de Nicolae Botoșanu, profesor de istorie și arte plastice. D-lui și-a amintit de numele izvorului principal din sat- Șipot, și a propus acest nume.
Satul Spărieți a fost întemeiat an anul 1641 (enciclopedia R.S.S.M) la răsăritul satului Spărieți se află satul Stolniceni la o depărtare de 3 km și la apusul satului Spărieți se află satul Lăpușna la o departare de 7 km. Denumirea satului Spărieți provine de la cuvântul Spărieți deoarece pe aceste locuri s-au ascuns niște oameni care erau speriați de turci. În anul 1982, conform Ucazului Prezidiului Sovieticului Suprem al R.S.S.M din 27 martie satul Spărieți a primit denumirea Șipoteni. Denumirea satului a propus-o profesorul de istorie Nicolae Botoșanul. Aceasta provine de la un izvor puternic Șipot.

## Demografie

### Structura etnică
Componența etnică a satului Șipoteni
     Români (Moldoveni) (95,18%)
     Nedeclarat (3,67%)
Conform recensământului populației din 2014  populația satului Șipoteni este de 789 de locuitori.

## Administrație și politică
Componența Consiliului local Șipoteni (9 consilieri), ales la 5 noiembrie 2023, este următoarea:
|  | Partid                                       | Consilieri | Componență | Componență | Componență | Componență |
|  | -------------------------------------------- | ---------- | ---------- | ---------- | ---------- | ---------- |
|  | Partidul Acțiune și Solidaritate             | 4          |            |            |            |            |
|  | Partidul Liberal Democrat din Moldova        | 3          |            |            |            |            |
|  | Partidul Socialiștilor din Republica Moldova | 2          |            |            |            |            |

## Economie și infrastructură
La est se află o pădure din stejari, tei, arțari, carpăn etc. La vest se află un iaz. În sat este școală primară și grădiniță casă de cultură; poștă; primărie; SRL Șipoteni; două magazine particulare. Mai este un magazin care depinde de Lăpușna. Acum se construiește un stadion. În sat sunt construite șosele. Locuitorii satului se ocupă cu agricultura: porumb, floarea soarelui, grâu; și se mai ocupa cu creșterea viței de vie; cu livezi de mere, prune etc.